# White Heat
White Heat – minialbum niemiecko-amerykańskiej artystki Nic Endo, wydany w 1998 roku przez Digital Hardcore Recordings i w całości przez artystkę wyprodukowany.

## Lista utworów
1. "Instant Balm #1" - 4:39
2. "Future Prospects" - 6:30
3. "White Heat" - 2:07
4. "Don't Interrupt" - 10:42
5. "2056" - 10:43